# Mariä Verkündigung (Glonnbercha)

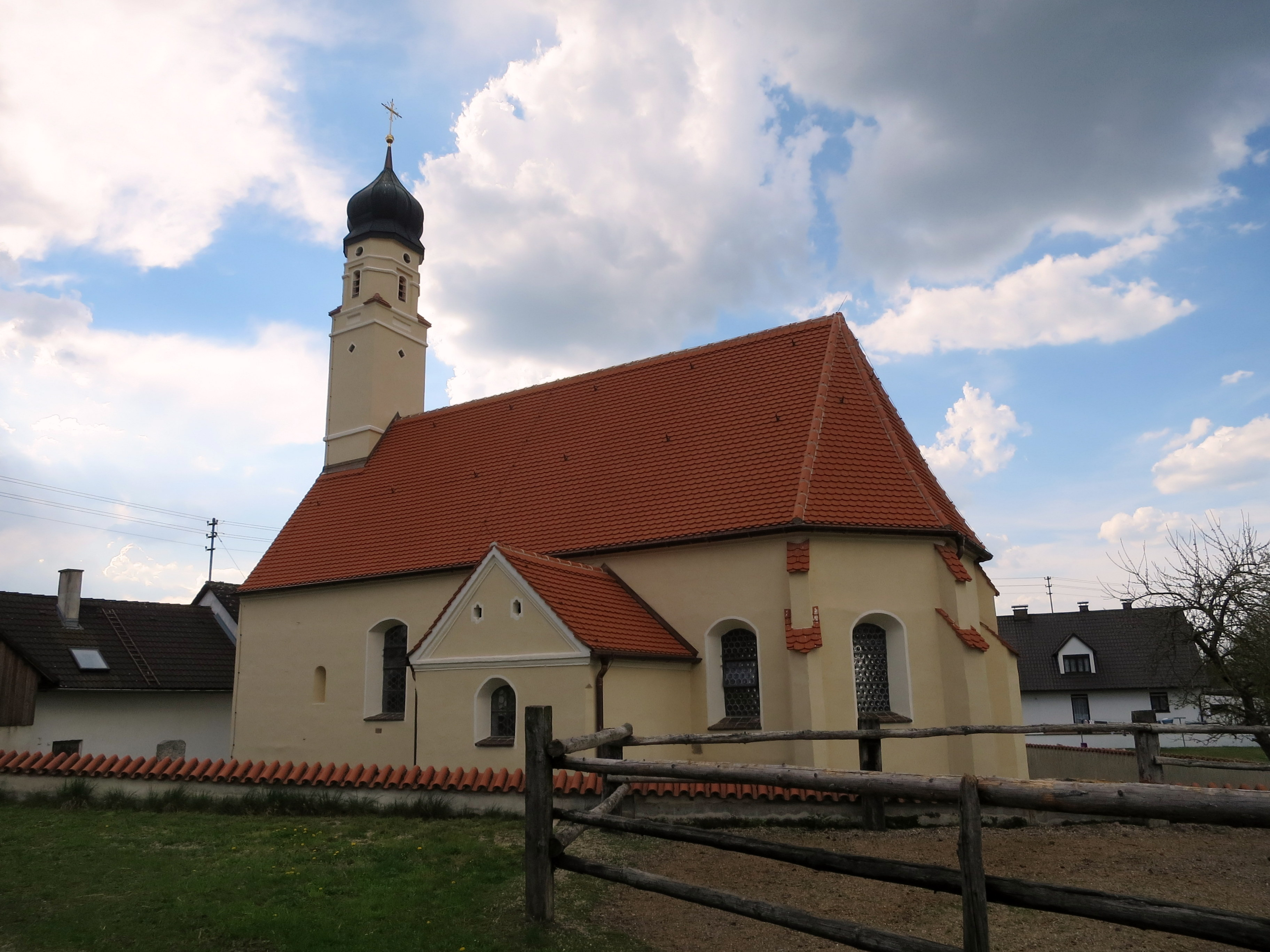
Mariä Verkündigung in Glonnbercha

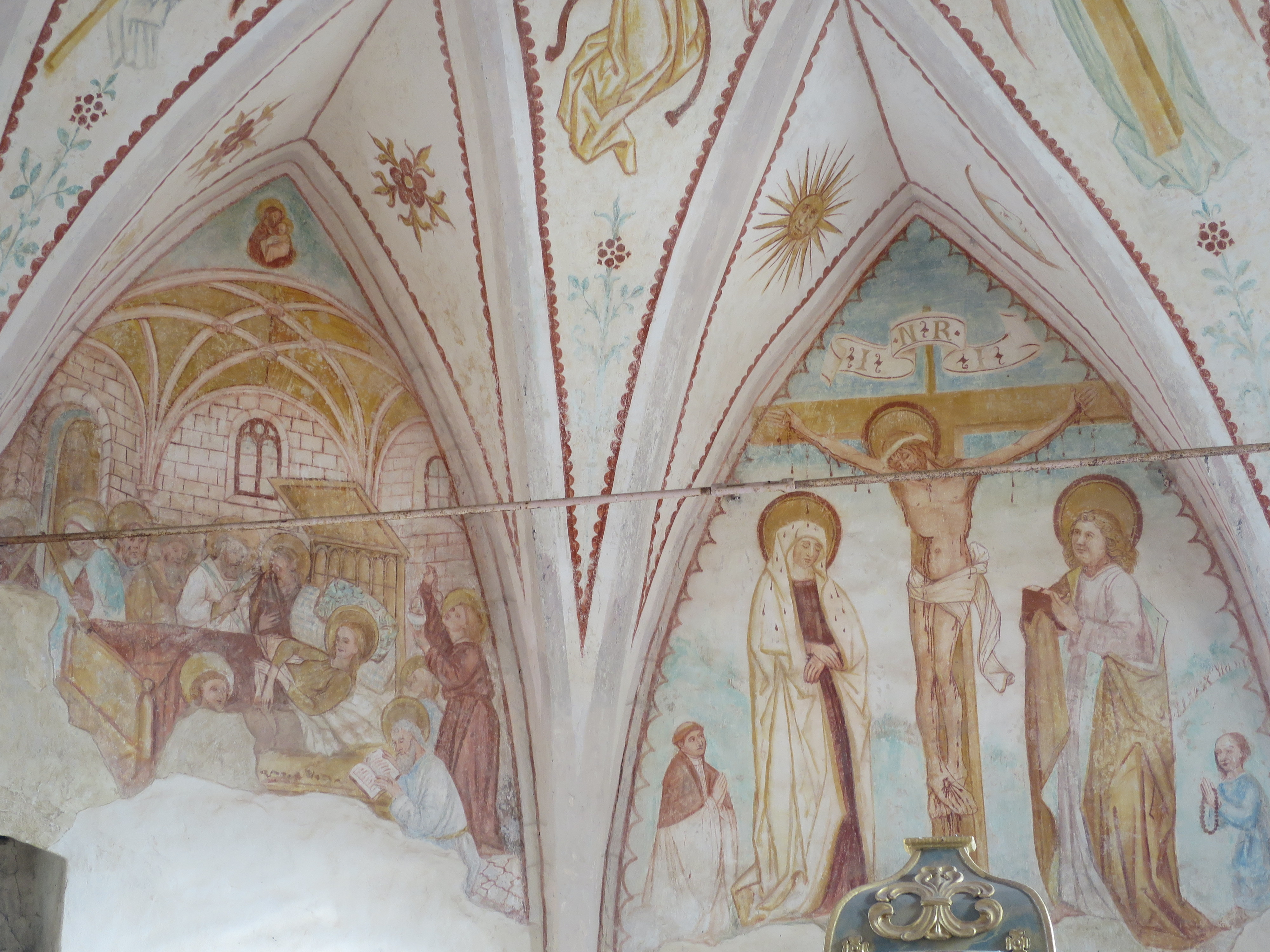
Gotische Fresken im Innenraum

Die römisch-katholische Filialkirche Mariä Verkündigung steht in Glonnbercha, einem Gemeindeteil von Petershausen im oberbayerischen Landkreis Dachau. Das Bauwerk ist in der Liste der Baudenkmäler in Petershausen als Baudenkmal unter der Nr. D-1-74-136-6 eingetragen. Die Kirche gehört zum Pfarrverband Petershausen-Vierkirchen-Weichs im Dekanat Dachau des Erzbistums München und Freising.

## Beschreibung
Die im Kern romanische Saalkirche wurde in der zweiten Hälfte des 15. Jahrhunderts erweitert und 1626 umgestaltet. Sie besteht aus dem Langhaus, dem eingezogenen spätgotischen Chor mit Fünfachtelschluss im Nordosten, der Sakristei an der Südostwand des Chors, einem Vorzeichen vor der Fassade im Südwesten und dem Giebelreiter über der Fassade, dessen achteckiges Obergeschoss den Glockenstuhl mit einer Kirchenglocke enthält und der mit einer Zwiebelhaube bedeckt ist.
Bei der Renovierung 1960–65 wurden Fresken im Chor aufgedeckt, die aus der Zeit um 1465 stammen. Auf ihnen sind eine Kreuzigungsgruppe, der Marientod und der Pantokrator dargestellt. Die Kirchenausstattung erfolgte weitgehend um 1660. Das Altarretabel des Hochaltars wurde mit einem Marienbildnis bemalt. An den Seitenwänden des Langhauses hängen im rückwärtigen Bereich die vierzehn Kreuzwegstationen.